# Pierre Quentin Chedel
Pierre Quentin Chedel, né à Châlons-sur-Marne le 14 novembre 1705, où il est mort le 1er juin 1763, est un graveur à l'eau-forte et au burin français.

## Biographie
Chedel étudie à Paris avec François Lemoyne et Laurent Cars. Il excellait en tant que graveur de reproduction; ses œuvres vont de l'interprétation des tableaux hollandais et flamands à des sujets bibliques et illustrations de livres pour des romans contemporains.

## Œuvres
- L'Embrasement de Troie, d'après Breughel
- L'Ouvrage du matin, d'après David Teniers
- L'Heure du dîner, d'après Teniers
- L'Après-midi et les Adieux du soir, d'après Teniers
- Fontaine des dragons, plume et encre noire, lavis gris, sur esquisse au crayon noir, H. 0,213 ; L. 0,145 m, Beaux-Arts de Paris[2]. Cette étude est préparatoire à une suite gravée intitulée Fantaisies nouvelles et vendue par la veuve Chéreau. L'estampe correspondante, exécutée en sens inverse et publiée par Chedel, occupe la sixième place de cette suite[3].
- Fontaine d'Alphée, plume et encre noire, lavis gris, H. 0,229 ; L. 0,165 m, Beaux-Arts de Paris[4]. Cette feuille est également préparatoire pour une gravure à l'eau-forte exécutée en sens inverse par Chedel, pour la série Fantaisies nouvelles. La planche 2 de la série, Fontaine de Penée, est d'une mise en page très semblable[5].